# Regional Internet Registry

Ripartizione geografica dei differenti registri

Un Regional Internet Registry (RIR) è un'organizzazione che sovrintende all'assegnazione e alla registrazione delle risorse numeriche di Internet in una specifica area geografica. In particolare ci si riferisce all'assegnazione degli indirizzi IP, necessari per aggiungere nuovi nodi alla Rete e fondamentali per il funzionamento della stessa.

## Descrizione
Al momento esistono cinque di questi registri nel mondo, ciascuno con la sua area di competenza:
- AfriNIC (African Network Information Centre) - Africa[1]
- APNIC (Asia Pacific Network Information Centre) - Asia e Oceano Pacifico[2]
- ARIN (American Registry for Internet Numbers) - Nord America[3]
- LACNIC (Latin America and Caribbean Network Information Centre) – America Latina e Caraibi[4]
- RIPE NCC (Réseaux IP Européens Network Coordination Centre) - Europa, Medio Oriente e Asia Centrale[5]